# Luis Advíncula
Luis Jan Piers Advíncula Castrillón (Chincha Alta, 2 maart 1990) is een Peruviaans voetballer die als vleugelspeler en als vleugelverdediger kan spelen. Hij verruilde Bursaspor in januari 2017 voor Tigres UANL. Advíncula debuteerde in 2010 in het Peruviaans voetbalelftal.

## Clubcarrière
Tavrija Simferopol verkocht Advíncula in januari 2013 aan 1899 Hoffenheim. Daarvoor speelde hij in eigen land bij Juan Aurich en Sporting Cristal. Hij debuteerde op 26 januari 2013 debuteerde in de Bundesliga, tegen Eintracht Frankfurt. Bij een gebrek aan speelminuten verhuurde Hoffenheim hem aan AA Ponte Preta en aan zijn ex-club Sporting Cristal. Gedurende het seizoen 2014/15 werd hij verhuurd aan het Portugese Vitória FC, waar Advíncula 26 competitiewedstrijden speelde. Hij maakte in augustus 2015 de overstap naar Bursaspor. Hiervoor maakte hij op 15 augustus 2015 zijn debuut, in een competitiewedstrijd uit bij Trabzonspor (1–0 verlies).

## Interlandcarrière
Advíncula debuteerde op 4 september 2010 in het Peruviaans voetbalelftal in een oefeninterland tegen Canada. Hij mocht in de basiself starten en werd in de rust gewisseld. Vier dagen later speelde hij zijn tweede interland, tegen Jamaica.